# 贝卡 (法国)
贝卡（法語：Beccas）是法国热尔省的一个市镇，属于米朗德区（Mirande）马尔西亚克县（Marciac）。该市镇总面积3.38平方公里，2009年时的人口为88人。

## 人口
贝卡人口变化图示